# Trichomanes giganteum
Trichomanes giganteum là một loài thực vật có mạch trong họ Hymenophyllaceae. Loài này được Bory ex Willd. miêu tả khoa học đầu tiên năm 1816.